# Victoire (roman)
Pour les articles homonymes, voir Victoire et Victory.
Ne doit pas être confondu avec le roman de Danielle Steel : Victoires
Victoire (Victory) est un roman de Joseph Conrad paru en feuilleton en février 1915 dans le périodique américain Munsey's Magazine et publié en volume chez Doubleday en mars 1915.

## Résumé
Axel Heyst, un Suédois, est engagé dans l'exploitation d'une mine de charbon sur une île tropicale d'Indonésie. Après la liquidation de l'entreprise, de passage à Sourabaya, il prend en pitié une jeune musicienne. Il l'enlève à Schomberg, un hôtelier libidineux, et la ramène sur son île. Pour se venger, l'hôtelier lui expédie un sinistre trio, espérant s'emparer de la fortune - imaginaire - de Heyst. Tout se termine par un massacre.

## Manuscrit
Le manuscrit du roman est vendu aux enchères à New York pour 105 000 Frs en 1963.

## Adaptations

### Théâtre
- 1919 - Au Globe Theatre dans une version de B.Macdonald Hastings

### Cinéma
Victoire a été adapté à quatre reprises au cinéma :

- 1919 : Le Secret du bonheur (Victory), film muet américain de Maurice Tourneur
- 1931 : Dans une île perdue d'Alberto Cavalcanti
- 1940 : Victory de John Cromwell
- 1996 : Victory, film franco-allemano-britannique de Mark Peploe, avec Willem Dafoe, Sam Neill, Irène Jacob et Jean Yanne

## Éditions en anglais
- Joseph Conrad, Victory, New York : Doubleday, Page and Company
- Joseph Conrad, Victory, Londres : Methuen

## Traductions françaises
- Une victoire (trad. Philippe Néel et Isabelle Rivière), Paris : Éditions de la Nouvelle Revue française, 1923.
- Victoire (trad. Paul Le Moal et Sylvère Monod), dans Conrad (dir. Sylvère Monod), Œuvres  – IV, Gallimard, Bibliothèque de la Pléiade, 1989.